# Quercus lowii
Espèce
Synonymes
- Cyclobalanopsis lowii (King) Schottky[1]

Quercus lowii est une espèce de chênes du sous-genre Cyclobalanopsis. L'espèce est présente en Inde et en Chine.

## Étymologie
Son épithète spécifique, lowii, lui a été donnée en l'honneur de Hugh Low (1824-1905), naturaliste britannique qui a collecté le spécimen type.

## Publication originale
- (en) George King, « The Indo-Malayan Species of Quercus and Castanopsis », Annals of the Royal Botanic Garden. Calcutta, vol. 2,‎ 1889, p. 17-107 (OCLC 11367164, lire en ligne).